# Lightning Car Company
Lightning Car Company — английский производитель спортивных электрических автомобилей, базирующийся в Фулем, Лондон, Англия.
На данный момент единственной моделью компании является - Lightning GT.